# Headhunter (группа)
Headhunter — рок-группа из Германии, играющая трэш-метал и пауэр-метал.
Группа была создана Марселом Ширмером, после его ухода из Destruction в 1989 году. По словам самого Марселя Ширмера, создавая проект, у него было желание уйти подальше от стилистики Destruction. После выхода трёх альбомов в первой половине 90-х группа распалась в 1995 году. В 2007 году было объявлено о воссоединении группы и в 2008 году вышел четвёртый полноформатный альбом группы Parasite of Society.

## Состав группы
- Marcel «Schmier» Schirmer — вокал, бас-гитара
- Uwe «Schmuddel» Hoffmann — гитара
- Jörg Michael — ударные

## Дискография
- Parody of Life (1990)
- A Bizarre Gardening Accident (1992)
- Rebirth (1994)
- Parasite of Society (2008)